# Turunçlu (Kozan)
Turunçlu ist ein Ortsteil (Mahalle) im Landkreis Kozan der türkischen Provinz Adana mit 442 Einwohnern (Stand: Ende 2024). Im Jahr 2011 zählte Turunçlu 456 Einwohner.